# 668 Dora
A 668 Dora egy a Naprendszer kisbolygói közül, amit August Kopff fedezett fel 1908. július 27-én.